# Musée national historique (Albanie)
Pour les articles homonymes, voir Musée national.
Le musée national historique (en albanais : Muzeu Historik Kombëtar) est un établissement culturel de Tirana, capitale et principale agglomération de l'Albanie. Situé sur la célèbre place Skanderbeg, il a été inauguré le 28 octobre 1981.

## Présentation

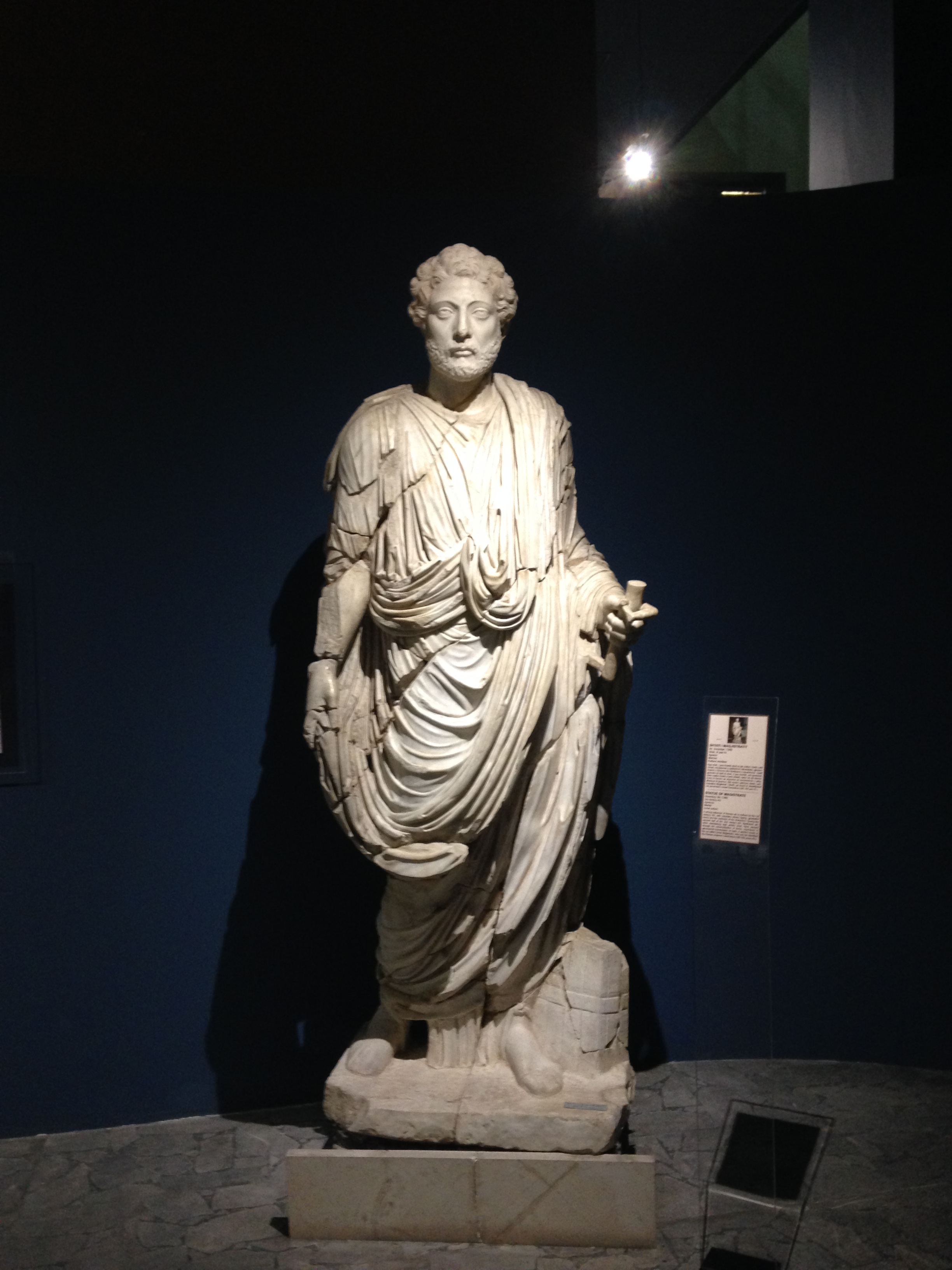
Statue d'époque romaine

Le musée national historique est le plus grand musée d'Albanie. Le bâtiment, à l'allure imposante, relève de l'esthétique soviétique, et se distingue notamment par une mosaïque monumentale inspirée du réalisme socialiste et représentant « L'élan du peuple albanais vers son indépendance et son identité ». La superficie du musée est de 27 000 m2, dont 18 000 m2 réservés aux différentes expositions. Celles-ci sont présentées chronologiquement, de façon à faciliter la visite. Le rez-de-chaussée est consacré aux périodes préhistoriques, grecques et romaines (avec, notamment, la Déesse de Butrint et la Belle de Durrës), tandis que le premier étage est consacré au Moyen Âge et à la Renaissance albanaise (Rilindja Kombetare).

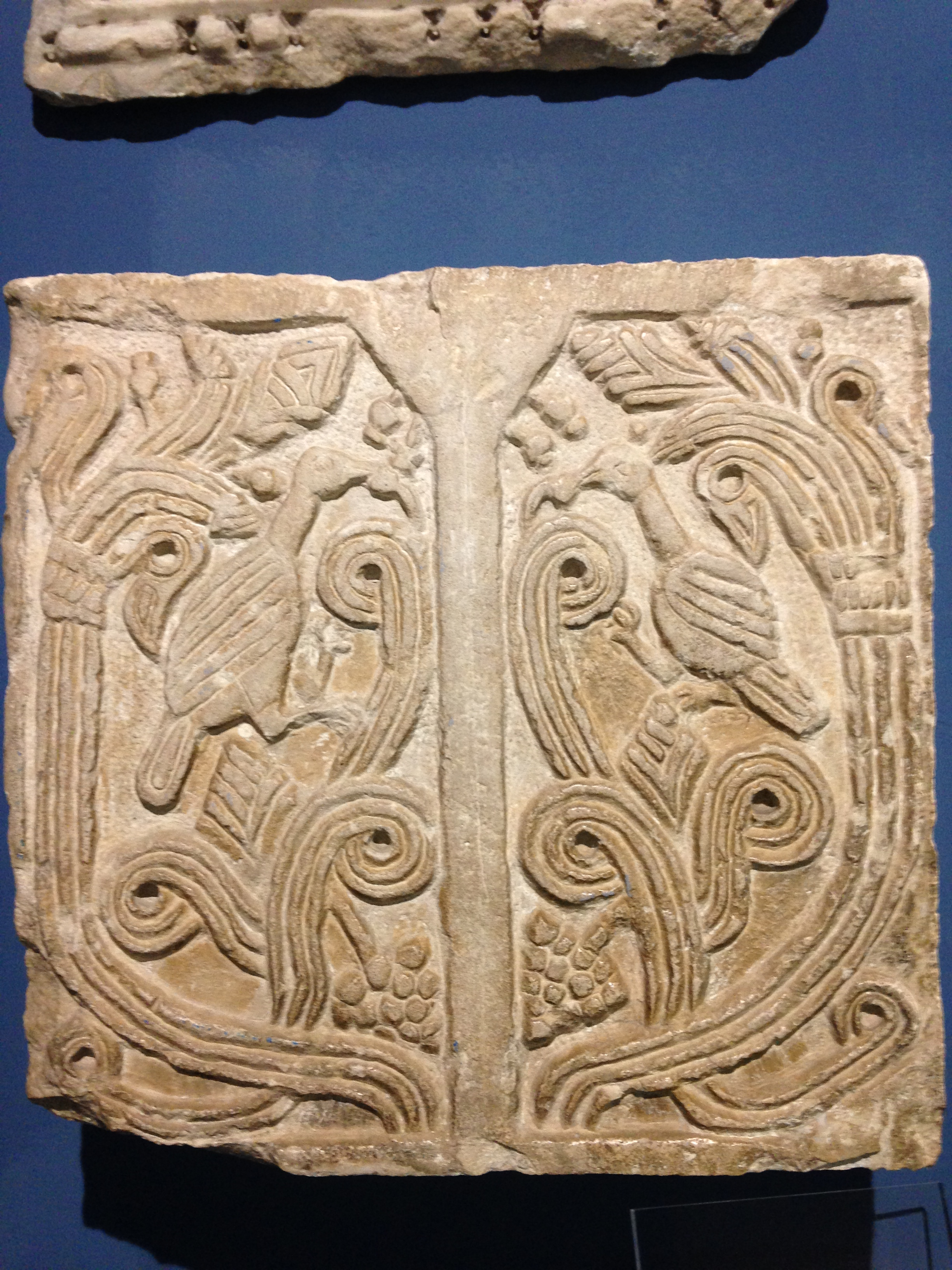
Bas-relief byzantin médiéval

Le musée accueille également des expositions thématiques centrées sur l'art des icônes (présentation d'œuvres de Onufër Qipriotin, Kostandin Shpatarakun, David Selenica, Kostandin et Athanas Zografi, Mihal Anagnosti...), la Résistance albanaise et la Libération, ainsi que la vie pendant la période communiste.